# King's (circonscription fédérale)
King's était une circonscription électorale fédérale du Nouveau-Brunswick, Canada, dont le représentant a siégé à la Chambre des communes de 1867 à 1903. 

## Histoire
Cette circonscription a été créée par l'Acte de l'Amérique du Nord britannique en 1867 et correspondait au Comté de Kings. Elle faisait partie des 15 circonscriptions fédérales originelles et fut abolie en 1903 lorsqu'elle fusionna avec celle de Albert pour former la nouvelle circonscription de King's et Albert.

## Liste des députés successifs
Cette circonscription fut représentée par les députés suivants :
|  | Législature | Date élection     | Député                | Profession  | Parti        |
|  | ----------- | ----------------- | --------------------- | ----------- | ------------ |
|  | 1re         | 7 août 1867       | George Ryan           | Agriculteur | Libéral      |
|  | 2e          | 20 juillet 1872   | James Domville        | Marchand    | Conservateur |
|  | 3e          | 22 janvier 1874   | James Domville        | Marchand    | Conservateur |
|  | 4e          | 17 septembre 1878 | James Domville        | Marchand    | Conservateur |
|  | 5e          | 20 juin 1882      | George Eulas Foster   | Professeur  | Conservateur |
|  | ¹           | 17 novembre 1882  | George Eulas Foster   | Professeur  | Conservateur |
|  | ²           | 31 décembre 1885  | George Eulas Foster   | Professeur  | Conservateur |
|  | 6e          | 22 février 1887   | George Eulas Foster   | Professeur  | Conservateur |
|  | 7e          | 5 mars 1891       | George Eulas Foster   | Professeur  | Conservateur |
|  | 8e          | 23 juin 1896      | James Domville        | Marchand    | Libéral      |
|  | 9e          | 7 novembre 1900   | George William Fowler | Avocat      | Conservateur |

¹ Élection annulée, d'où élection partielle
² Élection partielle à la suite de la nomination de M. Foster comme ministre des pêches